# All Off
All Off (Eigenschreibweise ALL OFF) ist eine Alternative-Rock-/J-Rock-Band aus Tokio, Japan, die 2004 gegründet wurde. Die Gruppe besteht aus den Musikern Sōhei Matsuura, Kaneaki Koshimoto, Shin’ichi Ōtsuki, Yukio Naitō und Gaku Hatashima.
2015 erhielten sie einen Plattenvertrag beim Major-Label Warner Bros. Home Entertainment. Ihre erste Major-Single One More Chance!! erschien 4. November 2015 und wurde auch als Vorspanntitel für die Anime-Serie Heavy Object genutzt.

## Diskografie

### Alben
- 2010: From Midnight to Sunshine
- 2012: Start Breathing
- 2013: Follow Your Heart

### EPs
- 2007: All Off
- 2013: Soundtrack For Your Lonely View

### Singles
- 2011: Giving You Up / Out of Misery
- 2015: One More Chance!!